# Station Stoa
Station Stoa is een halte in de stad Arendal in het zuiden van Noorwegen. Het station is gelegen aan Arendalsbanen aan de rand van een bedrijventerrein, net buiten het centrum van de stad. 